# Saturnia lutescens
Saturnia lutescens är en fjärilsart som beskrevs av Tutt 1902. Saturnia lutescens ingår i släktet Saturnia och familjen påfågelsspinnare. Inga underarter finns listade.